# Sombrero halo

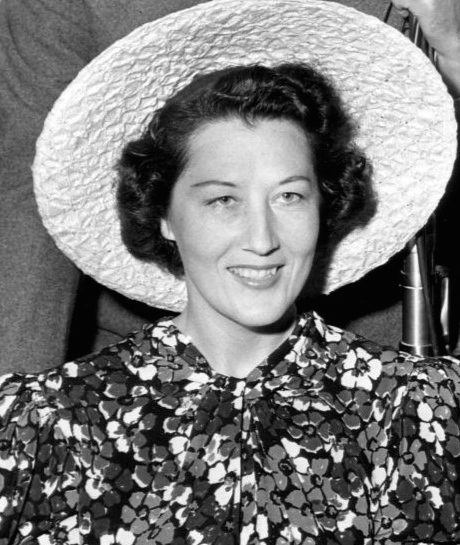
Sombrero halo de 1941.

Un sombrero halo (a veces llamado sombrero aureola) es un tipo de sombrero femenino en que el ala circular actúa como un marco para la cara, creando un efecto de halo. El diseño surgió a finales del siglo XIX, siendo conocido como sombrero aureola; nombre que a veces todavía se utiliza. También fue llamado entonces sombrero de ángel o bambini – derivado del nombre italiano para las aureolas de terracota que rodean la cabeza del Niño Jesús en el arte tradicional, ya que en sus inicios era propio de niñas y adolescentes.
Un sombrero halo puede tener una amplia variedad de tamaños– algunos muy cerca de la cabeza casi recordando al cloche y otros de amplias dimensiones igual que una pamela o un sombrero de rueda. Típicamente, los diseños se lucen colocados hacia atrás para crear el efecto 'halo'. Algunos diseños pequeños pueden describirse tanto como sombreros halo como diademas. Popular a partir de la década de 1930, se confeccionaba en gran variedad de telas– incluso versiones de ganchillo hechas en casa – y podía ser circular o semicircular. El halo fue muy popular para novias en los años 1940 y 1950; uno de los ejemplos más famosos es el halo semicircular de paja teñida de azul claro lucido en su boda por Wallis Simpson, diseñado por la reconocida casa parisina de Caroline Reboux.

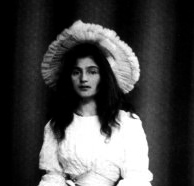
Retrato de 1894 de la joven Julie Manet mostrando un primigenio sombrero aureola.

## Historia
El primer sombrero halo para niñas y jovencitas surgió a finales de los años 1880, normalmente llamado sombrero aureola, y este fue el nombre inicialmente empleado al principio cuando resurgió ya para adultas a partir de 1930. El Milwaukee Sentinel utilizó el término halo para describir el nuevo estilo de sombrero en 1937. De modo parecido, para describir los modelos lucidos por las asistentes a las carreras en Sandown Park en 1937, The Times se refirió a "un diseño de sombrero con ala de aureola".

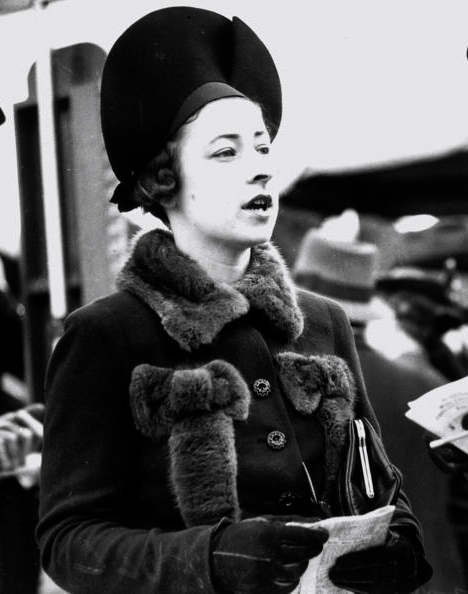
Sombrero halo semicircular llevado en 1940 en una reunión de carreras australiana; este diseño incluye una cinta para mantener el cabello en su sitio.

### Popularidad en los años 1930
El halo se convirtió en un modelo popular a principios de los años 1930 en Estados Unidos y Europa, opuesto al estilo cloche imperante en la década anterior, ya que el halo exponía más la cara y la frente, permitiendo cortes de cabello más largos y elaborados, ondulados o con rizos.

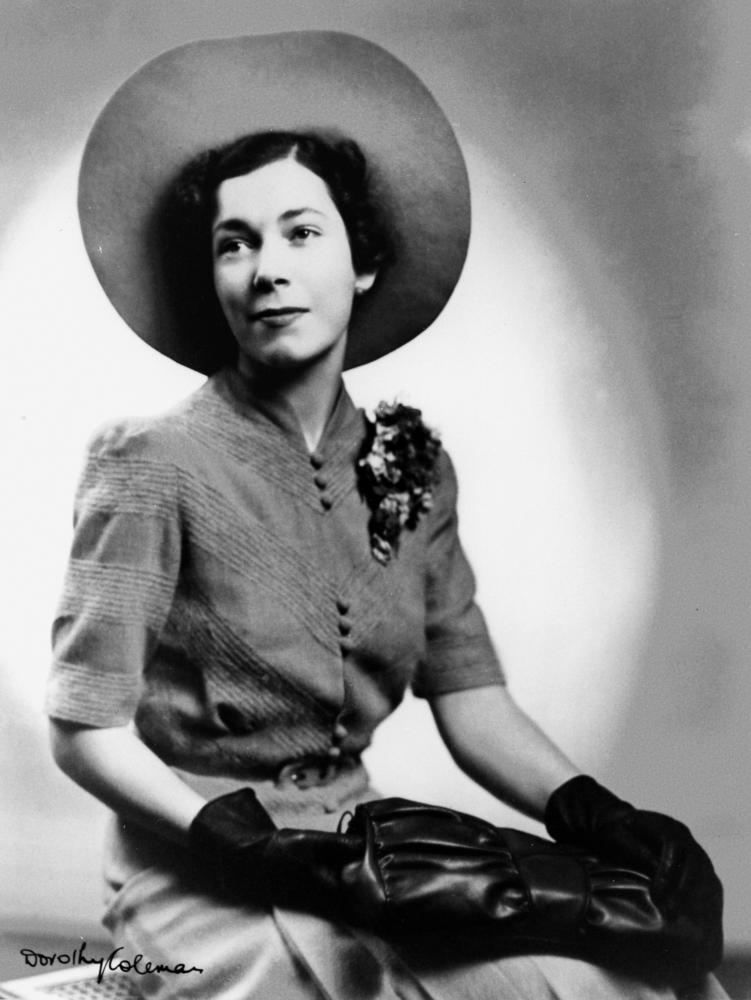
Joven australiana con un sombrero halo grande, 1941.

"Los sombreros halo son tan nuevos" declaró una publicidad en un periódico estadounidense en 1931. Un catálogo de 1934 de los grandes almacenes Sears presentaba un modelo halo en su colección Loretta Young, añadiendo: "Aproveche el criterio sobre moda de Loretta Young y lleve este sombrero nuevo y descarado! Es 'diferente'...Hay algo del halo del ángel y algo de la bravuconería del bucanero en su espectacular ala doblada hacia atrás".
En 1933 The Times revisó los catálogos de Navidad, informando: "la nueva sombrerería de temporada, con su novedad principal, el sombrero 'halo', es especialmente interesante". Al año siguiente, la duquesa de York fue descrita llevando un sombrero halo de terciopelo para asistir a una matinée benéfica con la princesa Isabel. Tres años más tarde, Wallis Simpson llevaría un icónico vestido de novia en su boda, que incluía un sombrero halo confeccionado por la casa de Caroline Reboux de París y adornado con plumas rosas y azules.

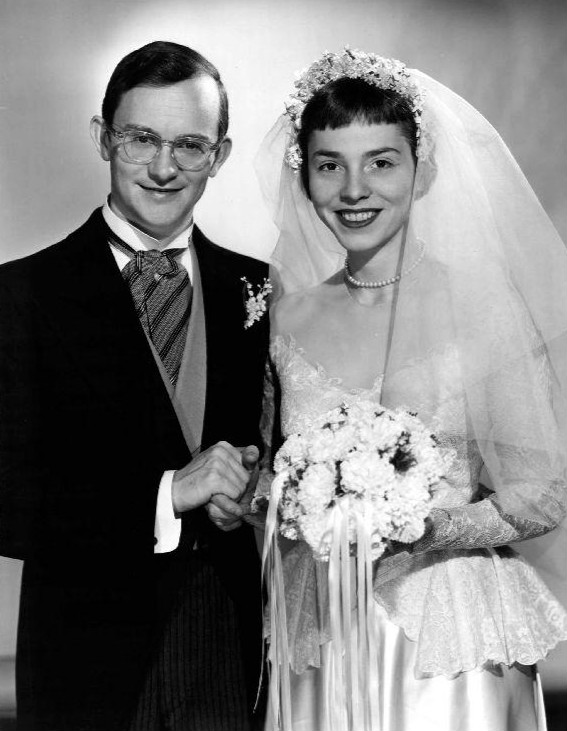
Novia con un halo semicircular y velo en 1954.

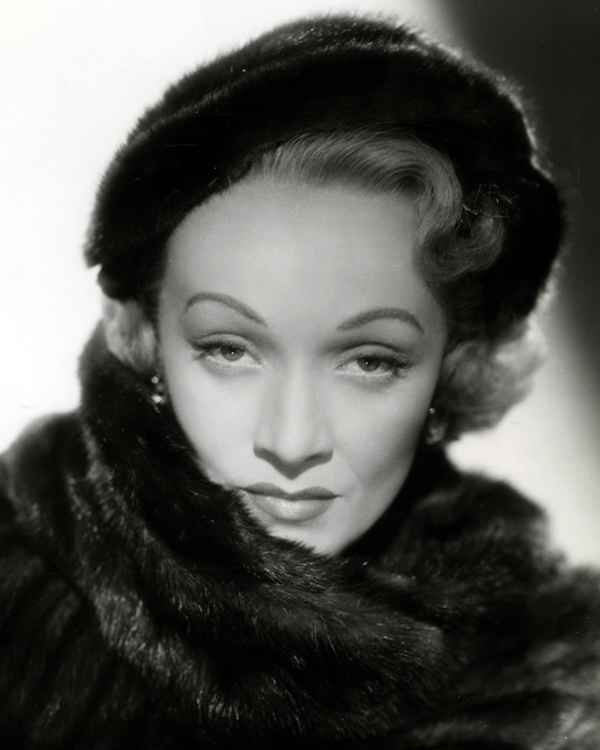
Marlene Dietrich llevó un discreto sombrero halo de piel en No Highway, 1951.

## Variaciones del diseño
El halo era un diseño flexible. Tanto podía enmarcar el rostro como una aureola como tener proporciones más modestas. Al igual que el turbante, el modelo halo permitía innumerables adaptaciones– añadiendo plumas, lazos, adornos, flores - convirtiéndolo en  un sombrero versátil. También podía ser hecho en casa; numerosos patrones durante los años 1940 inspiraron a costureras y tejedoras. Las versiones más grandes combinaban bien con el New Look de la posguerra, equilibrando las proporciones de las faldas largas y amplias con cuerpos ceñidos que se pusieron de moda después de la austeridad de la guerra.
El modelo también fue popular en vestidos de novia– la futura primera dama Betty Ford llevó un sombrero halo grande en su boda en 1938 – y los medios halos se convertirían en un diseño básico para tocados de boda, convirtiéndose en un diseño tradicional nupcial.

### Resurgimientos
A mediados de los años 1960, la película de 1964 Hats on for Winter de British Pathé presentó un diseño halo con un patrón de rayos solares, junto a viseras y gorras. Diseñadores como Graham Smith crearon ejemplos también de ala grande a finales de los años 1980.
Entre los sombreros modernos de estilo halo más memorables se encuentran los modelos creados por Philip Treacy, uno para la influyente editora de moda Isabella Blow, y el tocado de espigas de trigo de estilo halo que diseñó para la boda de Camilla Parker Bowles con el príncipe Carlos.